# Ieng Sary

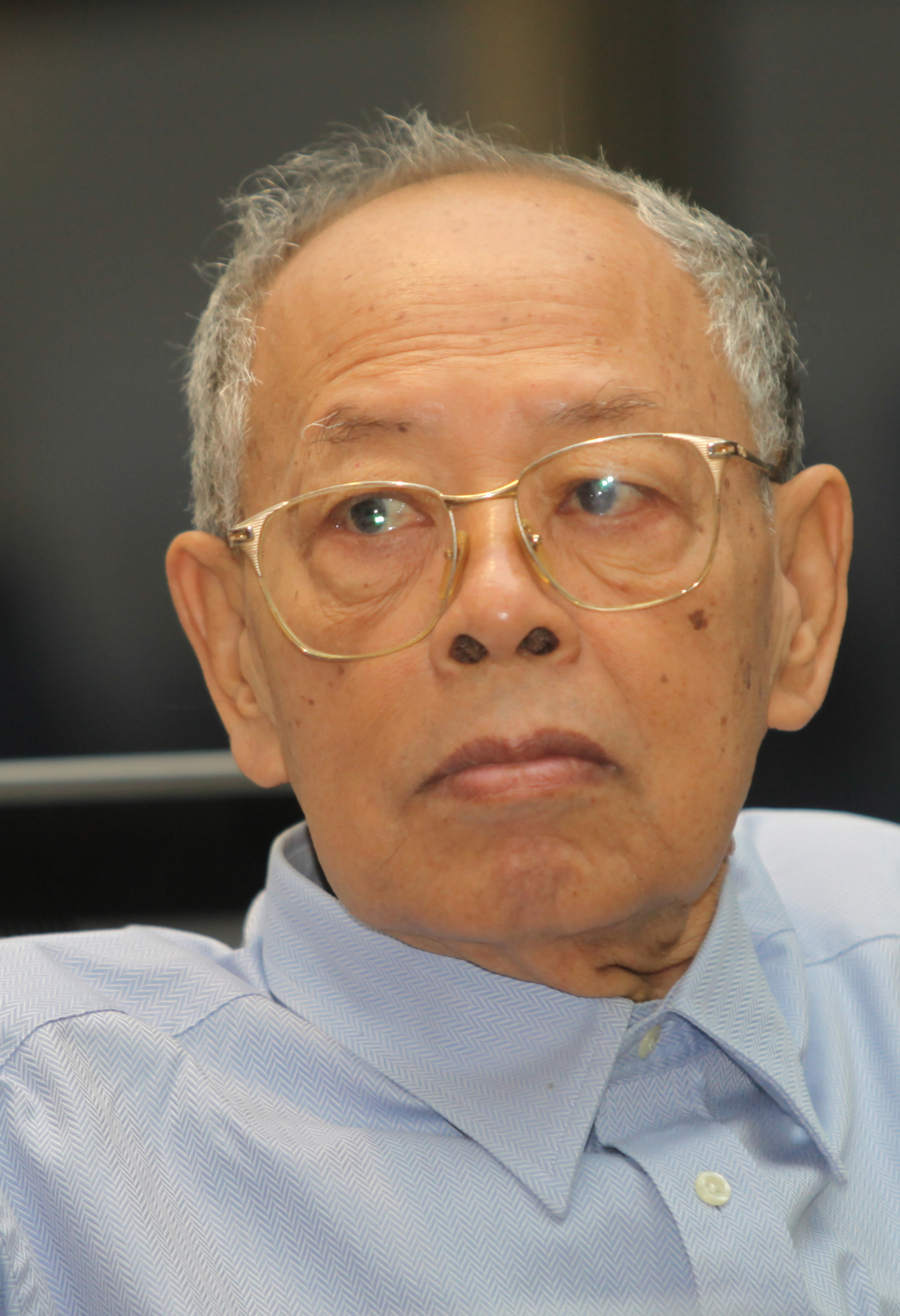
Ieng Sary durante il suo processo.

Kim Trang in vietnamita, ma Penh in khmer, detto Ieng Sary, conosciuto anche come Fratello Numero 3, Sou Hav, So Hao, Vann o ancora Van (Loeung Va) (Trà Vinh, 24 ottobre 1925 – Phnom Penh, 14 marzo 2013) è stato un politico, diplomatico e rivoluzionario cambogiano di origine vietnamita, importante leader dei Khmer rossi.

## Biografia

### Nascita
Venne al mondo (anche se non esistono fonti univoche sull'anno di nascita, che viene di volta in volta indicato come il 1922, il 1925, il 1929 o il 1930) da padre khmer krom e madre cinese in un villaggio dell'attuale Provincia di Trà Vinh, nel Vietnam sud-occidentale (o Kampuchea Krom) al confine con la Cambogia, allora nella Cochinchina francese. Lasciò il Vietnam per frequentare il Liceo Sisowath di Phnom Penh. Qui si distinse per aver organizzato la prima manifestazione studentesca anti-francese.

### Formazione politica
Nel 1950 si recò a Parigi per studiare scienze politiche all'Institut d'Etudes Politiques. Qui conobbe il futuro leader dei Khmer rossi, Pol Pot, e un altro futuro esponente di spicco del movimento, Khieu Samphan. Risiedeva nel quartiere latino, culla di molti movimenti radicali, e questo lo fece avvicinare al Partito Comunista Francese, in cui entrò nel 1951. Nello stesso anno sposò Khieu Thirith (da cui ebbe tre figlie e un figlio), una delle figlie di un ricco giudice cambogiano. Pol Pot sposò invece Khieu Ponnary, la sorella di Thirith, diventando così cognato di Kim. I quattro sarebbero diventati l'ala più estremista del Partito, e sarebbero stati soprannominati negli anni settanta la "Banda dei quattro della Cambogia", in riferimento al gruppo che, dopo la morte di Mao Zedong, cercò con metodi violenti di succedergli alla guida della Cina. Sempre in quegli anni fondò il Circolo Marxista Khmer.
Nel 1956 lasciò Parigi per recarsi in Cambogia con la moglie, lavorando come insegnante nel Liceo Sisowath e diventando un membro attivo del neonato Partito Rivoluzionario del Popolo Khmer. Nel 1960, mentre insegnava storia e geografia alla scuola di Kampuch Botr, entrò nel Comitato Centrale del Partito, diventando così uno dei leader dei Khmer rossi, e nel 1963 ne divenne membro permanente. Fu in questo periodo che si diede alla lotta armata e cambiò il suo nome in Ieng Sary, più adatto ad un cambogiano. Dovette però presto ripiegare in Vietnam insieme a Pol Pot, a causa delle persecuzioni del governo reale.
Nel 1970, alla formazione del governo di unità nazionale del GRUNK (Gouvernement royal d'union nationale du Kampuchéa), diventò uno dei rappresentanti dei Khmer rossi e si occupò di stabilire rapporti di collaborazione con il governo del Vietnam. Nel 1971 venne inviato a Pechino come Emissario Speciale del Governo Reale, e nel frattempo curò i legami esteri del Partito (mostrando una notevole inclinazione verso uno stile di vita costoso e raffinato). Nel 1972 divenne Comandante in Capo dell'Esercito per la zona Nord-Est. Dal 1973 lavorò clandestinamente ad Hanoi come spia.

### Kampuchea Democratica
Rientrò in Cambogia nel 1975, con la presa del potere da parte dei Khmer rossi, e fu nominato Vice-Primo Ministro e Ministro degli Affari Esteri della neonata Kampuchea Democratica, ricoprendo tali cariche fino alla caduta del regime, nel 1979. Ma per il popolo cambogiano lui diventò semplicemente il "Fratello Numero 3". Durante tale periodo fu anche responsabile del complesso di rieducazione e internamento di Boueng Trabek, formato dai campi B-17 e B-18, nella provincia di Kampong Cham.
Fu l'esecutore di efferate purghe interne al Partito, e si pensa che sia l'ideatore del grande massacro di intellettuali dell'aprile 1975 nonché l'artefice dell'uccisione dei cambogiani espatriati, che furono richiamati dal regime per contribuire alla ricostruzione nazionale, ma che vennero trucidati al loro ritorno.
Nell'ambito del regime, ricorse largamente alla pratica del nepotismo: una delle sue figlie fu posta alla direzione dell'ex-Calmette Hospital (nonostante non fosse nemmeno diplomata), una sua nipote lavorava come traduttrice di lingua inglese a Radio Phnom Penh (pur non padroneggiando affatto l'idioma), sua moglie era addirittura nel Comitato Centrale del Partito, il suo fratello maggiore Kim Chau dirigeva il mercato di Orussey.

### Dalla caduta dei Khmer Rossi alla morte
Alla caduta di Phnom Penh nelle mani dei vietnamiti, nel 1979, si salvò dalla cattura fuggendo in Thailandia. Dopo il 1979 fu, per un certo periodo, membro della delegazione dei Khmer rossi all'ONU, oltre che membro del governo di Pol Pot in esilio con i medesimi incarichi ricoperti nella Kampuchea Democratica, e fino al 1992 si occupò dei contatti con il governo cinese che continuava a sostenere Pol Pot scacciato da Phnom Penh ma ancora impegnato nella guerriglia contro il nuovo regime filo-vietnamita (il quale, il 19 agosto 1979, aveva condannato a morte Ieng in contumacia).
Nel 1996 si arrese al governo cambogiano, dopo aver avuto dal re Sihanouk la garanzia del perdono e della conseguente immunità. Il 17 febbraio 2006 Radio Australia ha riportato la notizia secondo cui Ieng Sary era stato ricoverato in ospedale a Bangkok, in Thailandia, dopo un serio attacco di cuore. Un articolo di giornale del 28 maggio 2006 ha rivelato che in quel periodo Ieng viveva con la moglie e la ex-cognata Khieu Ponnary (che successivamente è deceduta) tra la sua ricca villa di Phnom Penh da 150000 $ sorvegliata da guardie del corpo e circondata dal filo spinato - situata in Sothearos Boulevard, nei pressi dell'ambasciata russa - e le sue proprietà di Pailin, nei pressi del confine thailandese. Nel 2000 i due avevano fatto costruire una stupa in uno dei templi buddhisti della capitale, e in seguito spesso tornarono a curarsi a Bangkok. Ieng in questo periodo stava scrivendo un'autobiografia.
Il 12 novembre 2007 fu arrestato dalla polizia a Phnom Penh su ordine emesso dal tribunale internazionale patrocinato dall'ONU, con l'accusa di crimini contro l'umanità.
Morì nel 2013 all'età di 87 anni mentre era detenuto, a seguito di problemi gastrointestinali.